# Untermünkheim
Untermünkheim là một thị xã ở huyện Schwäbisch Hall trong bang Baden-Württemberg thuộc nước Đức.